# موريس تاكر
موريس تاكر (بالإنجليزية: Maurice Tucker)‏ هو محاضر وجيولوجي بريطاني، ولد في 6 نوفمبر 1946.